# 사누키무레역
사누키무레역(일본어: 讃岐牟礼駅)은 일본 가가와현 다카마쓰시에 위치한 시코쿠 여객철도 고토쿠 선의 철도역이다. 역 번호는 T20이며, 단선 승강장 1면 1선의 구조를 갖춘 지상역이다.

## 이용 현황
| 승차 인원 추이 | 승차 인원 추이 |
| 연도           | 1일 평균       |
| -------------- | -------------- |
| 2008           | 258            |
| 2009           | 251            |
| 2010           | 239            |
| 2011           | 246            |

## 역 주변
- 국도 제11호선

## 역사
- 1986년 11월 1일 : 임시승강장으로서 개업.
- 1987년 4월 1일 : 일본국유철도 분할 민영화에 의해, 시코쿠 여객철도가 승계. 시코쿠 여객철도의 역이 된다.

## 인접 역
| 시코쿠 여객철도               | 시코쿠 여객철도 | 시코쿠 여객철도         |
| ----------------------------- | --------------- | ----------------------- |
| T 21 야쿠리구차 다카마쓰 방면 | 고토쿠 선       | 시도 T 19 도쿠시마 방면 |